# Albert Wichartz
Albert Wichartz (* 1663; † 1741) war Bürgermeister in Brilon und Gewerke.

## Leben
Wichartz war der Sohn des Gewerkes Heinrich Wichartz, er setzte die Unternehmungen seines Vaters fort. In Akten erscheint er mehrmals als Reidemeister (Gewerke, Mann der Reiden/Rechnen kann). Insgesamt wurde er dreimal zum Bürgermeister gewählt: 1718, 1722 und 1733.
Er war der Vater des viermaligen Bürgermeisters Johann Melchior Wichartz.